# متحف هداب
متحف هداب هو متحف يقع في مدينة سواكن شرق السودان ويبعد عن مدينة بوردتسودان حوالي 64 كيلومترا جنوباً.  تم انشاؤه بجهد شخصي من قبل السيد محمد نور هداب وافتتحه الرئيس عمر البشير عام 1989.

## مقتنايته
يحتوي المتحف على مقتنيات تاريخية لعصور مختلفة لمدينة سواكن، وأدوات فخارية تستخدم في الشرب أو الطبخ، ونماذج لأسلحة بيضاء كانت تستخدم أعقاب الثورة المهدية، وصور عامة وقطع أثاث وأزياء ونموذج لسكن شرق السودان، كما يحتوي على مقتنيات للأمير عثمان دقنة أحد قادة الثورة المهدية مثل الزي الذي يرتديه اثناء المعركة.